# Astrapia białosterna
Astrapia białosterna (Astrapia mayeri) – gatunek dużego ptaka z rodziny cudowronek (Paradisaeidae). Występuje w górach środkowej Nowej Gwinei. Nie jest zagrożony wyginięciem.

## Taksonomia
Po raz pierwszy gatunek opisał Charles Robert Stonor w 1939 na łamach „Bulletin of the British Ornithologists’ Club”. Holotypem były sterówki, dwie lotki II rzędu i jedna pokrywa skrzydłowa większa, które pewien misjonarz pozyskał z ozdobnego nakrycia głowy Papuasa w Mount Hagen. Autor nadał nowemu gatunkowi nazwę Astrapia meyeri. Najpóźniej w 1971 holotyp znajdował się już w Muzeum Historii Naturalnej w Londynie (wówczas British Museum), zachowały się jedynie dwie środkowe sterówki. Obecnie (2020) Międzynarodowy Komitet Ornitologiczny podtrzymuje tę nazwę i uznaje astrapię białosterną za gatunek monotypowy. Odnotowano hybrydyzację astrapii białosternej z astrapią lśniącą (A. stephaniae). Możliwe, że w zachodniej części zasięgu występuje hybrydyzacja z astrapią słoneczną (A. splendidissima), jednak brak na to dowodów.

## Morfologia
Długość ciała samca bez ogona wynosi 32 cm (z ogonem około 125 cm), samicy – 35 cm (z ogonem około 53 cm), masa ciała samca 134–164 g, samicy 102–157 g. U dorosłego samca głowa ma jednolicie czarną barwę, wykazuje metaliczną opalizację o kolorze od zielonego do fioletowego. Pozostałą część wierzchu ciała porastają pióra czarne z zielonooliwkowym połyskiem. Dwie środkowe sterówki są głównie białe. Długość dwóch środkowych sterówek holotypu wyniosła 816 mm. W przeważającej części były czysto białe, jedynie na końcu (na odcinku 35 mm) brązowe. Ogółem ozdobne sterówki mogą liczyć do 995 mm długości, są stosunkowo wąskie (do 25 mm). U nasady dzioba występuje duża, jedwabista i podobna kształtem do kuli kępa piór; dziób wystaje przed nią jedynie na 9–12 mm.
U samicy czoło, ciemię i kark są matowozielone, nieznacznie połyskujące, z niebieskawym lub złotawym nalotem. Brodę, gardło, boki głowy i górną część piersi porastają pióra niebieskawozielone, z nieznaczną opalizacją; na pokrywach usznych, po bokach szyi i na piersi przechodzą w ciemniejszą barwę. Barkówki i górna część grzbietu czarno-brązowa, z niebieskawym połyskiem. Niższa część grzbietu, kuper i pokrywy nadogonowe są za to czarne, widoczne szerokie, brązowe krawędzie piór. Skrzydła ciemnobrązowe. Niższa część piersi, brzuch, boki ciała oraz pokrywy podogonowe płowe lub rdzawe, pokryte czarnymi pasami. Sterówki wysoce zmienne, mogą być całkowicie brązowe lub z domieszką białego (w różnych ilościach) na środkowych sterówkach. Jeśli występuje biel na sterówkach, to zwykle na bliższych ciału ⅔ długości ogona w dwóch paskach po bokach piór.

## Zasięg występowania
Astrapie białosterne występują w centralnych górach Nowej Gwinei, począwszy od rzeki Strickland do gór Mount Hagen i Mount Giluwe. BirdLife International szacuje zasięg na 31 tys. km².

## Ekologia i zachowanie
Środowiskiem życia astrapii białosternych są górskie lasy na wysokości 2400–3400 m n.p.m., niekiedy do 1800 m n.p.m. Pojawiają się również w zdegradowanych lasach. Pożywieniem tych cudowronek są głównie owoce, w szczególności szeflery (Schefflera); zjadają również stawonogi, w tym pajęczaki, i płazy bezogonowe.

### Lęgi
Aktywność lęgową odnotowano we wszystkich miesiącach z wyjątkiem kwietnia. Okres składania jaj przypada na maj–czerwiec i wrzesień–luty. Występuje poligynia, samica zajmuje się lęgiem sama. Zniesienie liczy jedno jajo. Jedno ze zbadanych gniazd liczyło 25 cm średnicy i 10 cm wysokości. Wewnętrzna jego część, o formie kubeczka o głębokości 5 cm i szerokości 10 cm, wyściełana była delikatnymi, podobnymi do nici korzeniami i kilkoma większymi fragmentami grubych liści, o długości bliskiej 2,5 cm. Część zewnętrzna utworzona była z cienkich, podobnych do pnączy łodyg storczyków. Inkubacja trwa około 21 dni, pisklęta przebywają w gnieździe 25–29 dni. Według badań, których wyniki opublikowano w 1993, około ⅔ diety piskląt stanowią owoce (w tym około ⅔ to owoce szeflery; znaleziono resztki tych owoców w 74% próbek odchodów młodych), a pozostałą ⅓ – stawonogi. Pisklęta A. mayeri i A. stephaniae są do siebie nadzwyczaj podobne. Te astrapii białosternych można odróżnić po bardziej zielonawym wierzchu ciała, ciemniejszym brzuchu i pokrywach podogonowych (ze względu na węższe jasne paskowanie) oraz większym ciemnym obszarze na piersi.

## Status i zagrożenia
IUCN od 2022 roku uznaje astrapię białosterną za gatunek najmniejszej troski (LC, Least Concern); wcześniej, od 2000 roku była ona klasyfikowana jako gatunek bliski zagrożenia (NT, Near Threatened), zaś w latach 1996 i 1994 otrzymała status gatunku narażonego (VU, Vulnerable). Liczebność populacji nie została oszacowana, ale prawdopodobnie nie jest mniejsza niż 10 tysięcy dorosłych osobników. Ptak ten opisywany jest jako dość pospolity, lokalnie bardzo liczny. Trend liczebności prawdopodobnie jest lekko spadkowy. Zagrożeniem dla tych ptaków jest odławianie ich dla piór oraz wycinka drzew i degradacja siedlisk leśnych. W niedostępnej dla człowieka części zasięgu cudowronki te są jednak bezpieczne. Dawniej sądzono, że zagrożenie może stanowić hybrydyzacja z astrapią lśniącą (A. stephaniae) we wschodniej części zasięgu; BirdLife International nie uznaje już tego zagrożenia.